# 宣教師

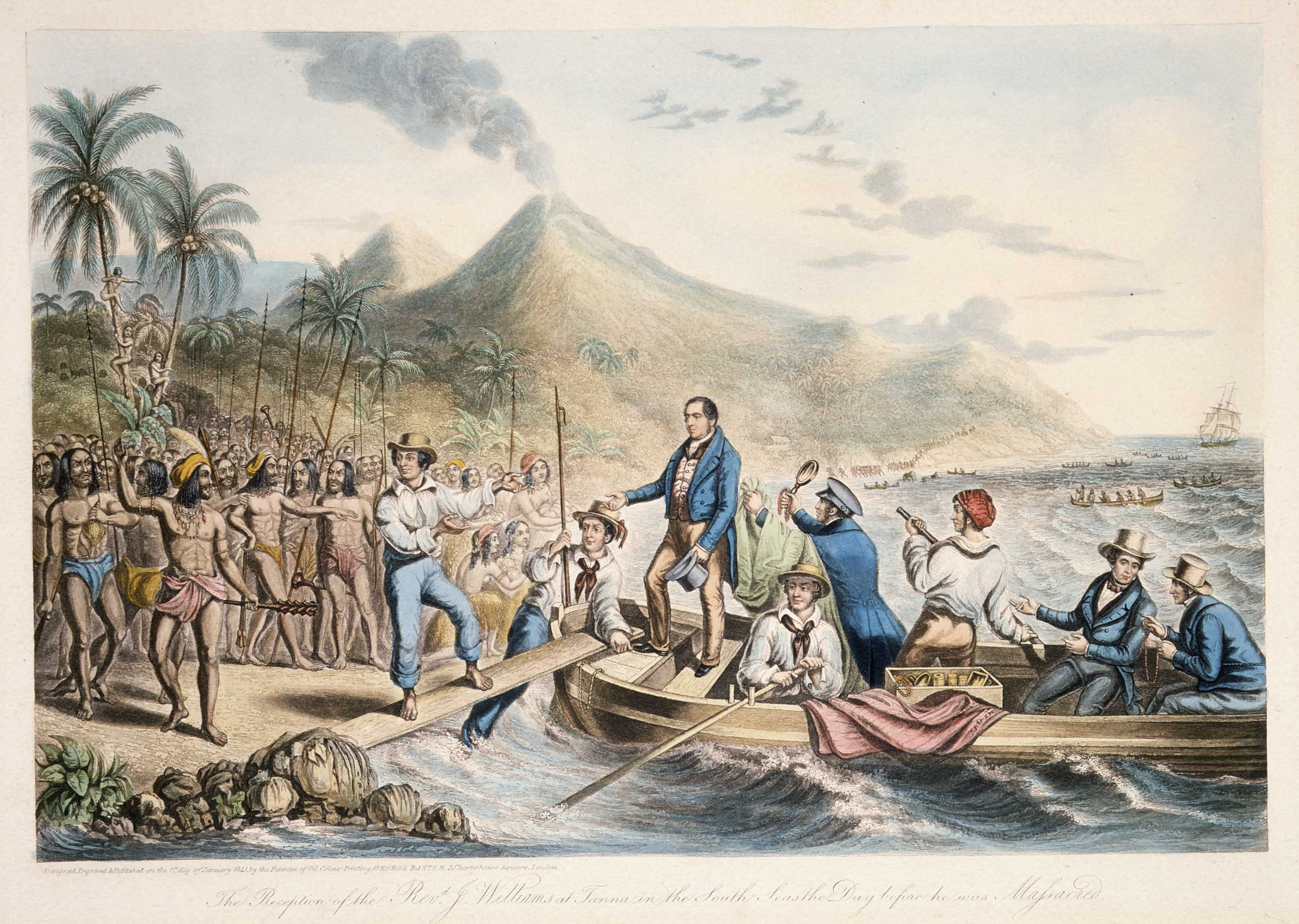
J・ウィリアムズ牧師。南洋タンナにて殺害される直前を描いた。ジョージ・バクスター筆。

宣教師（せんきょうし、ラテン語: missionarius、英: missionary）は、イエス・キリストまたは教会から派遣されて福音を伝える人。キリスト教会が外国伝道のために派遣する職務者。
なお世界大百科事典 第2版では、広義には、広くキリスト教会教育や（キリスト教系の）社会福祉事業に従事する人全般、つまりキリスト教会の一般信徒も含めて、教会から派遣されてそうした（キリスト教系の）事業に携わる人、を指す、と説明し、狭義には特に司祭や牧師の中で外国の教会に派遣された人をいう、と説明している。

## キリスト教における宣教師
キリスト教福音派の代表によって1974年にスイスのローザンヌで行われたローザンヌ世界伝道会議のローザンヌ誓約では、キリスト教の宣教とは「対象となる土地の文化や思想に適合した形でキリスト教を伝える」ことと定義された。同会議は、この行為の原動力が名誉や経済的成功でなく、神の御名（栄光）が高められることであると改めて宣言した。キリスト教のすべての宣教行為のモデルはイエス・キリストその人の活動であり、これは神の意志にそった行為であると考えられてきた。
宣教師は単に教えを伝えるだけでなく、派遣された地域の経済的発展や教育水準、衛生水準の向上に取り組むことを常としてきた。伝統的なキリスト教の教義ではこういった行為は、新しい信徒の獲得という見返りを求めることなく純粋な利他的行為として行われなければならないとしている。

### 聖書に見られる宣教師
ローザンヌでの世界伝道会議の会議文書によれば、宣教師の精神はすでに旧約聖書の『創世記』の中にその兆しが見られるという。それは『創世記』12:1-3のアブラハムに対する神の言葉であるが、神はアブラハムを通して世界の人に恵みが与えられることを約束する。新約聖書では『マタイによる福音書』28:20でイエスが弟子たちに対して世界中で教えを伝えるよう派遣する場面がある。

### 古代教会と宣教師
初代教会の時代、最初のキリスト教徒たちは非ユダヤ人に対してキリストの教えを伝えた。中東、ヨーロッパ、アフリカなどローマ帝国の各地へ、あるいはローマ帝国外の地域へキリスト教が伝えられた。
9世紀にはコンスタンティノポリスのキュリロスとメトディウス兄弟により、スラブ民族への宣教がなされた。多神教文化へのキリスト教の宣教は必ずしも順調ではなく、宣教師や入信者のうちに致命者も多く出た。またこの地域は西方東方の境界線に当たっていたため、ヨーロッパ諸侯の政治的思惑もからみ、教会の管轄権問題によって宣教活動自体が影響され、特定の教会に所属するものにのみ宣教活動が許可されることもあった。

### カトリック教会の宣教師
大航海時代に入って航海技術が発達し、ヨーロッパ人がそれまで行くことができなかった地域に足を伸ばすようになると、多くのカトリック宣教師がアジアやアメリカへ向かった。特に南北アメリカで行われた宣教活動はカトリック教会の歴史の中でも、最も大規模かつ有名な宣教事業となった。カトリック教会の宣教師たちはみな修道会に属し、修道会の命を受けて派遣された。一種の多国籍企業とも言える修道会は国家の制限を超えて活躍することができたため、アメリカにおける初期の宣教事業は国家による制約を受けずに遂行された。しかしスペインやポルトガルといった国々がアメリカにおける植民地体制を堅固なものとして構築していくと、その制約を受けない修道会の宣教事業の存在が邪魔となり、対立を繰り返しながら制限を加えるようになっていった。
15世紀以降、世界各地に盛んに宣教師を派遣した修道会としてはフランシスコ会、ドミニコ会があり、16世紀に入ると新しく生まれたイエズス会が際立った働きを見せるようになった。イエズス会士たちが中国やインド、アジアの宣教において実践した「適応政策」は、ヨーロッパのスタイルを押し付けるのではなく、当地の文化に自分たちを合わせるという当時のヨーロッパ人にとっては想像もできないほど画期的な方法論であり、大きな成功を収めたが、やがて貿易事業に利権を持つ各国政府の介入やイエズス会の急進を危険視したカトリック教会内での対抗勢力との争いがおこったために頓挫することになった。19世紀後半になると再び宣教熱が高まり、従来の修道会に加えてサレジオ会などの新修道会も盛んに宣教師を派遣するようになった。

### 正教会の宣教師
正教会においても特にロシア正教会では熱心な東方宣教活動が見られた。正教会の宣教師たちは、シベリア・アラスカ等に宣教し、現地語を学び聖書を翻訳し現地語典礼を行いながら改宗者を獲得していった。日本に対してはニコライ・カサートキンが正教を伝道し、日本正教会の礎を築いた。

### プロテスタント・キリスト教系新宗教の宣教師
キリスト教の歴史の中では、プロテスタントの諸教派も盛んに宣教師を送り出して教勢の拡大につとめている。特に宗教改革の時代、多くのプロテスタントの宣教師がヨーロッパ各地で活躍し、新たな信徒を獲得することになった。他にもキリスト教系の新興教団であるエホバの証人の信徒たちが盛んに宣教活動を行うことはよく知られている。末日聖徒イエス・キリスト教会（モルモン教）も信徒を派遣して宣教活動を行っている。

## 日本とキリスト教宣教師
現在までに、文献などではっきりと分かっている史料から、日本に到達した最初のキリスト教宣教師はザビエルであるとされる。
彼はイエズス会の創立メンバーの一人であり、すでにインドでの宣教活動で大きな成功を収めていた。しかし、彼はインドでは宣教活動において植民活動をすすめていたポルトガル政府の干渉を受けることに不満を持っていた。そのころ、倫理意識が強く教育水準の高い国民が多いという日本の噂を聞き、実際にヤジロウという日本人と出会った。そして、ポルトガル政府に干渉されない日本で自由に宣教してみたいと思うようになった。こうしてザビエルはインドを離れ、1549年に念願の日本に到着した。
ザビエル自身は、2年ほどで日本を離れ、さらに中国への布教を目指すこととなったが、ザビエルに続き、多くのイエズス会員が日本を訪れた。彼らの戦略は適応主義とよばれ、ヨーロッパ本国における価値観や方針を守ることよりも、現地の文化を尊重して、教勢を拡大することを優先した。なお、彼らがリキュールや鉄砲を日本に最初に持ち込んだとする説もある。ザビエル達の来日がきっかけとなり、南蛮貿易が活発となり、多くのヨーロッパ由来の製品や文化が、ヨーロッパの植民地化が進んでいた東南アジアから日本に渡ってきた。戦国時代の只中にあった当時の大名たちは、鉄砲や大砲に代表される、最新の科学技術を貪欲に欲していた。
これらの宣教師の活動により、短期間に多くの日本人がキリスト教徒（キリシタン）になったが、宣教がスペインやポルトガルの植民地主義と密接な関係を持っていると見なされたこと、非カトリック国のイングランドやオランダが反スペインの立場から盛んにカトリック教会の危険性を喧伝したこと、カトリック教会の修道会の中でもイエズス会とフランシスコ会やドミニコ会との間で内紛があったこと、国外の巨大組織にコントロールされた信者が国家の安定を脅かす不安定要素であると見なされたことなど、さまざまな要因が複合してキリスト教は禁止されるにいたり、カトリック教会の宣教師たちもあるものは追放され、あるいは棄教をせまられ、あるものは処刑された。
1587年のバテレン追放令によってキリスト教への締め付けを初めて行ったのは豊臣秀吉であったが、その時代には一度宣教師の処刑（日本二十六聖人の殉教）が行われたものの、大規模な迫害は行われなかった。その後、徳川家康はキリスト教禁止を国策化し、慶長17年（1612年）に江戸幕府による正式な禁教令が出された。
幕末になると、再びカトリックをはじめ、プロテスタントや正教会の宣教師たちが日本を訪れるようになった。初めは日本で暮らす外国人のためという名目であったが、明治政府がとっていたキリシタン迫害の政策を西洋列国が非難し、新たな諸条約の締結に難色を示したことから、明治6年（1873年）になって政府がキリシタン禁令の高札を撤去したことによって、宣教師たちは公に活動できるようになり、教育・医療事業を行いながらキリスト教の布教につとめ日本の近代化に対して大きな貢献を行った。この時代、今も続く多くのキリスト教主義学校（ミッション・スクール）が創設されている。
外国人の宣教師たちは国家神道政策がすすんだ第二次大戦中の一時期、敵国人という理由で再び迫害を受けることもあったが、第二次大戦後には再び多くの外国人宣教師が日本にやってきて社会福祉や教育事業に取り組むようになり、現代に至っている。
県立安土城考古博物館（近江八幡市安土町下豊浦）で、１８世紀のフランスで出版された本に収められた安土城の立体絵図が公開されている。仏人宣教師で探検家でもあるピエール・フランソワ・ザビエル・ド・シャルルヴォワ（１６８２～１７６１年）著の歴史書「日本史」の中に、日本の風景を紹介する挿絵として折り込まれていたものである。

### 16世紀のポルトガル宣教師
日本が西洋と交流する端緒となった16世紀の往来を年代を追って少し詳しく見てみる。1549年8月15日にザビエルが鹿児島に上陸。日本での活動は上述のようによく知られるところである。1551年11月15日ゴアへ向けて日本を離れた。
宣教師ではないフェルナン・メンデス・ピントはこれより早く日本へ渡ったと自著の『遍歴記』に記している。ただし、アジア各国での彼の活躍を述べた同記の信憑性については疑う向きもある。日本へは仲間2人と中国人の海賊船で漂着し、数年後の再来日（1544年？）で種子島に鉄砲を持ち込んだという。この後、中国へ戻り、日本交易を欲するポルトガル商人と日本へ向かうが難破し琉球に漂着。そして、日本を離れる時にはヤジロウともう一人を連れ帰り、マラッカでザビエルに会わせたという。
次にルイス・フロイスは1532年に生まれ、1548年にイエズス会に入り、インドのゴアで勉学、ザビエルやヤジロウと会った。1561年にゴアで司祭叙階を受け、1563年に長崎に上陸。1565年に京都入り。1569年に二条御所建築中の織田信長に会い布教を許された。
1583年、宣教活動から退き活動記録を残すようイエズス会から命ぜられ、これが後に『日本史』と呼ばれた。1587年のバテレン追放令で長崎へ去る。1590年宣教師アレッサンドロ・ヴァリニャーノに同行し、豊臣秀吉に謁見。
1592年、ヴァリニャーノと共にマカオへ渡ったが、1595年に長崎へ戻り、1597年死去。
そのヴァリニャーノであるが、1579年に日本に着く。1581年、織田信長に謁見し、狩野永徳作とされる安土城屏風を贈られ、教皇グレゴリウス13世に献上したが行方不明に。信長からは同行の黒人奴隷を所望され献上、信長の家来となった弥助は忠誠を尽くし本能寺の変（1582年6月21日）で明智光秀に捕らえられたというが消息不明に。ヴァリニャーノは天正遣欧少年使節を企画し、1582年2月20日に少年使節4人と長崎を出発、ゴアまで付き添った。帰国の少年使節と1587年5月29日にゴアで再会し、1590年7月21日に長崎へ戻った。フロイスと共にマカオへ渡った後の1598年にまた来日し、1603年まで滞在した。
1572年に来日したガスパール・コエリョは、ヴァリニャーノによって初代準管口区長に任命された。
最後にジョアン・ロドリゲスである。1561年に生まれ、経緯不明ながら1574年に若くして母国を発ち、インド、マカオを経て1577年に日本到着しイエズス会に入った。1581年府内（大分）の神学校で学び、1587年のバテレン追放令後も有馬の神学校で勉学を続け、翌年には日本人学生にラテン語を教えたという。1591年フロイスの後任通訳としてヴァリニャーノと長崎へ。1595年10月に日本を発ち、翌年マカオで司祭叙階を受け、8月に日本へ戻った。豊臣秀吉に気に入られ、1598年9月18日の秀吉死去の2週間前に2度見舞いをしている。イエズス会の会計責任者となり、1601年徳川家康からポルトガル商人との交渉役を仰せつかって活動したが、政治への関与と行き過ぎた商売はイエズス会内部からも反発があり、ポルトガルの台頭に不安を抱いた家康から1610年に日本追放となった。
16世紀末、ブラジル東北部でポルトガルからの宣教師による福音宣教が開始されたが、数十年後にオランダから訪れたカルヴィン派による迫害によって、1645年、多くのカトリック教徒が殉教した。その中で名前が確認されたのは、上記2神父と28人の信徒である。16世紀のメキシコの初期殉教者。3人はフランシスコ会の最初の宣教者たちによって堅固なカトリックの教育を受けた。クリストバルはその信仰のために、父から暴力を受け、1527年、13歳で殉教。アントニオとホアンは宣教師たちのためにインディオスの通訳として奉仕、死を覚悟の上で、宣教師らが偶像を破壊するのを助け、1529年、インディオスたちに殺害された。

### 17世紀のスペイン宣教師
1603年（慶長8年）、スペインのフランシスコ会宣教師ルイス・ソテロがフィリピン総督の書簡を携えて来日し徳川家康や秀忠に謁見日本での布教に従事した。1609年（慶長14年）には上総国岩和田村（現・御宿町）田尻の浜で座礁難破し地元の漁民達に助けられた前フィリピン総督ドン・ロドリゴとの通訳や斡旋にあたる。また伊達政宗との知遇を得東北地方にも布教を行った。のち1613年（慶長18年）には慶長遣欧使節団の正使として支倉常長らとともにヌエバ・エスパーニャ（現在のメキシコ）を経てヨーロッパに渡る。ローマ教皇パウルス5世に謁見し日本での宣教の援助を求めるが目的を達せず、1622年（元和8年）、長崎に密入国したが捕らえられ、大村にて火刑により殉教した。
1606年（慶長11年）にアロンソ・ムニョスが来日、徳川家康に謁見して大坂を中心に布教活動を行い修道院および聖堂の改築に携わった。御宿に漂着した前フィリピン総督ドン・ロドリゴが、1610年（慶長15年）に帰郷した際田中勝介らとともに同行し、ムニョスはヌエバ・エスパーニャを経てスペインに帰国した。帰国後、家康と秀忠から託された親書を提出した。
アロンソ・ムニョスから親書を受け取ったスペイン国王フェリペ3世によりディエゴ・デ・サンタ・カタリナが派遣され、1615年（元和元年）に日本とヌエバ・エスパーニャ（およびスペイン）の貿易交渉の成立を目的に浦賀に来航した。しかし当時日本はキリスト教禁教令が発令されていた。スペインやポルトガルとの関係は悪化し家康との謁見は不許可となり、秀忠にも冷遇され交渉は不成立に終わり、翌1616年（元和2年）に離日した。